# 英勇無敵號
《英勇無敵號》是日本東北新社與創映社（現：SUNRISE）製作，於1973年10月1日至1974年12月30日間，由隸屬富士聯播網的關西電視台在每週一19:00～19:30播出的科幻動畫，全66集。
香港電視廣播有限公司在1974年以《太空三虎將》譯名播出，其後亞洲電視以《迅雷特工》之名於1986年6月2日至8月22日期間播放，更於同年11月24日至1987年2月24日重播。台灣則於1985年（民國74年）7月5日至1986年（民國75年）11月5日間，由台視引進，在每週三下午6:00～6:30（至1986年7月28日止）、5:30～6:00（同年9月10日起）播出。

## 概要
本作為創映社（現：SUNRISE）在母公司東北新社的企劃下，以打造出日本版《雷鳥神機隊》（Thunderbirds）為目標而製作。從機械造型的身影到背景模式的體裁來看，都能顯而易見地映現出息息相關的契合處，期望能夠以遵循其著重於科學、救難的設定，來擄獲高年齡層觀眾的注意獲得青睞，不過之後卻由於編劇上頻繁化的戰鬥色彩，導致原先鎖定的收視群逐漸驟降至低年齡，最後直接便索性正式從中更改路線風格，與當時同期中稍早製作的《科學小飛俠》（科学忍者隊ガッチャマン）並列，成為70年代掀起的超級機器人動畫熱潮中，唯二兩部擁有極相似的劇情架構及公式步調，卻是用超級戰機為焦點的特異類型作品。

## 故事
在西元2100年人類踏入太空的新時代，週遭呈現著一片欣欣向榮的繁盛景象，卻有一個圖謀不軌的陰險狡詐惡魔黨（アーマノイド），於四處作亂肆無忌憚地不斷滋生災難，致使地球遭受到空前恐怖的嚴峻威脅。
幸有赫博士訓練了一批『英勇無敵健兒（ゼロテスター）』，以挑戰人體極限的可以在駕駛直前把頭部以外的體溫，短暫降至接近冰點以麻痺的狀態可以承受超高的慣性，但頭部體溫正常以電子化的方式駕駛太空戰鬥機。極限級身體狀態發揮機械的性能到達極點的提法，被鋼彈系列的新類型人之類或同為高橋監督的裝甲騎兵的perfect solider所繼承。
以勇於向極限作挑戰的堅忍不拔精神，駕駛精密優良的無敵艦艇（テスター機）群挺身而出，與那干作孽多端的心術不正者們相抗，堅忍誓言終要把混世禍害給徹底掃除。

## 登場人物

### 英勇無敵健兒（ゼロテスター）
- 英劍（吹雪シン）：神谷明

智勇雙全的英勇1號（マーク・ワン）駕駛員。
- 阿福（荒石ゴウ）：竹尾智晴

直腸性急的英勇2號（マーク・ツー）駕駛員。
- 小麗（リサ）：麻上洋子

麗質聰慧的英勇3號（マーク・スリー）駕駛員。
- 阿楊（ヤン）：八代駿

英勇無敵健兒（ゼロテスター）團隊的設計專家。
- 嚴隊長（剣持キャプテン）：広川太一郎

身兼訓練、指揮英勇無敵健兒（ゼロテスター）團隊的行動領導。
- 赫（タチバナ）博士：川久保潔

極富眾望主持英勇無敵健兒（ゼロテスター）團隊的太空科學家。
- 小康[3] （ヒロシ）：小原乃梨子

赫（タチバナ）博士的孫子。
- 江郎（法水冷児）：井上真樹夫

與英劍（吹雪シン）同期的人員。在第28集被受命擔任超級戰鬥機（Z-1）的試飛駕駛員。
- 李風（風巻）：田中亮一

在第54集取代小麗（リサ）的英勇3號（マーク・スリー）駕駛員。
- 安（アン）：戶部光代

與小麗（リサ）同期的人員；在第60集搭乘被惡魔黨（アーマノイド）襲擊的宇宙監視船殉職。
- 田紀（ガオ）博士：富田耕生

赫（タチバナ）博士的天真老友。開發有在第50集出場迎敵敗北的鐵面金剛（クラッシャー7），以及第53集提供給無敵太空船（テスター2号機）的獨門引擎。

### 惡魔黨（アーマノイド）
來自太陽系第10行星－惡魔星球（アーマノイド星）的外星人，雖有著與劇中地球不分軒轅的科技實力，卻由於過度窮兵黷武於全面機械化發展，導致本身肉體反遭嚴重退化至僅餘大腦，因而開始對於人類萌生非分的覬覦之心，企圖想要掠奪強取他人身軀來為己所用；為此更是不惜選擇採取狠毒的焦土戰法，將母星作為最後的殺手鐧傾巢大舉攻來。
- 惡魔黨王（アーマノイド・ボス）：雨森雅司

惡魔黨首領。
- 惡魔王（メビウス）：家弓家正

惡魔黨前期的首任幹部。在第14集的作戰中隨著第3號通信衛星的爆炸身亡。
- 鐵魔王（バルギス）：大塚周夫

惡魔黨前期的次任幹部。曾於第32集一度將自我巨大改造御駕親征；在第39集的作戰中被超月雷射（カッタービーム）斬殺身亡。

#### 鐵甲獸團（ガロス鉄甲獣団）
自前後相繼慘遭挫敗折損兩名大將後，以『天煞七魔（ガロス七人衆）』為先鋒從總部所搬兵喚來，作為後期主力的巨大怪獸型機器人群。

##### 天煞七魔（ガロス七人衆）
- 飛龍魔（アニマルガロス）：小林清志

天煞七魔之一。在第41集的出征中被超月雷射（カッタービーム）斬殺身亡。
- 恐龍魔（恐竜ガロス）：飯塚昭三

天煞七魔之一。在第42集的出征中被超月雷射（カッタービーム）斬殺身亡。
- 獸身魔（武者ガロス）：內海賢二

天煞七魔之一。在第43集的出征中被Σ無敵雷射（シグマゼロビーム）與海上（人工島指令）基地的飛彈合擊身亡。
- 噴火魔（ファイヤーガロス）：木原正二郎

天煞七魔之一。在第44集的出征中被無敵雷射（シグマゼロビーム）擊斃身亡。
- 大蝦魔（エスパーガロス）：西川幾雄

天煞七魔之一。在第45集的出征中被超月雷射（カッタービーム）斬殺身亡。
- 蛤蟆魔（ガマガロス）：瀧口順平

天煞七魔之一。在第46集的出征中遭嚴隊長的電子槍（電子ライフル）射中罩門後，被Σ無敵雷射（シグマゼロビーム）擊斃身亡。
- 萬變魔（変形ガロス）：野本禮三

天煞七魔之一。在第47集的出征中被超月雷射（カッタービーム）斬殺身亡。

## 登場機體

### 機組
- 實驗者一號（テスター1号機）

由3架英勇戰機（マーク機）所組成的萬能戰鬥機。主要武裝為裝於前方的無敵雷射（TVB譯「歸零光線」）（ゼロビーム）、Ω無敵雷射（オメガゼロビーム），而後第32集又加裝有Σ無敵雷射（TVB譯「交叉歸零光線」（シグマゼロビーム）與超月雷射（TVB譯「橫切歸零光線」（カッターゼロビーム）；並且更在第49集經特訓後衍生出『分身戰術（ジャンピングゼロフライト）』，能夠於重力激盪之下產生視覺殘留的效用。
- 英勇一號（マーク・ワン）

合體型態下擔任於機身首端的白色戰機。
- 英勇二號（マーク・ツー）

合體型態下分裝於機身兩側的黃色戰機。
- 英勇三號（マーク・スリー）

合體型態下位居於機身中樞的紅色戰機。
- 實驗者二號（テスター2号機）

可運裝各種機具、武器的大型飛行母艦，同時也能在任務中充當作移動指揮所；在第53集中更拜田紀（ガオ）博士的引擎之賜，得以完成「戰鬥堡壘（2号機要塞）計劃」甚加提升戰力。
- 實驗者三號（テスター3号機）

兼附有補助飛行能力的中型潛水母艦；在惡魔黨（アーマノイド）決定傾巢而出的最後決戰時，因其為唯一無法航行宇宙的無敵艦艇（テスター機），而留滯地球活躍地獨擋敵方飛彈攻勢。
- 迷你潛艇（コバンザメ）

設置於無敵潛航號（テスター3号機）底部的小型潛水艇。
- 實驗者四號（テスター4号機）

俱備著超大承載裝卸量的大型運輸機；其機身中央的主體部位能夠自由切離，換裝成各種貨櫃或與其它太空船結合。
- 鑽頭車（地底戦車シールド）

專任於地底活動用的小型鑽頭坦克車；曾在第7和57集中大為表現獲居首功。
- 歸零機械人（亞視譯「迅雷金剛）（ゼロロボット）

工程作業用的中型四腳人馬式機器人；在途中第38集開始亮相用於防爆處理，最後為了將月球移動在其大展身手下，連同所安置的彈頭一併引爆炸燬捐軀。
- 超級戰鬥機（Z-1）

擁有性能超越英勇無敵號（テスター1号機）的傑出戰機，其主要武裝為Σ無敵雷射（シグマゼロビーム）和超月雷射（カッターゼロビーム）；最後卻由於江郎（法水冷児）深感自責被敵所利用，以贖罪之身奮勇地作戰下而壯烈犧牲。
- 超級無敵車（ゼロバギー）

阿楊（ヤン）所製作的地上用可變兵器試作品；在第58集受阿福（荒石ゴウ）請求下出借參加賽車，反而湊巧揭穿惡魔黨（アーマノイド）的陰謀發揮性能。

### 據點
- 研究中心（宇宙開発センター）

英勇無敵健兒（ゼロテスター）團隊的宇宙基地。
- 海上堡壘（スーパー5要塞）

海上基地（人工島指令基地）與4座基地組成的湯池鐵城。可藉由裝置完成於其上的無敵通訊儀，來接到收來自各地的『0－0－0』呼救訊號。
- 海上基地（人工島指令基地）

英勇無敵健兒（ゼロテスター）團隊的海上移動基地。
- 情報基地

在第39集中所新建造的4座基地之ㄧ。
- 出擊基地

在第39集中所新建造的4座基地之ㄧ。
- 深海基地

在第39集中所新建造的4座基地之ㄧ。
- 巨彈基地

在第39集中所新建造的4座基地之ㄧ。

## 工作人員
- 企劃：關西電視台、東北新社
- 原作：鈴木良武
- 總監督：高橋良輔
- 演出：高橋良輔、富野喜幸、安彦良和等
- 音樂：山本直純
- 編劇：五武冬史、山崎晴哉、井上知士、吉川惣司
- 角色設計：箕輪宗廣
- 機械設計＆概念：ジョン・デドワ[4]
- 作畫監督：中村一夫
- 美術監督：河野次郎
- 攝影監督：熊谷幌史
- 錄音監督：佐藤敏夫
- 文藝擔當：德丸正夫
- 製作人：三輪弘（關西電視台）、岸本吉功
- 製作：關西電視、創映社

### 主題歌
- 日本

- 片頭曲

- （作詞：鈴木良武／作曲・編曲：山本直純／演唱：子門真人）
- （改片名後）（作詞：杉山政美／作曲・編曲：山本直純／演唱：杉並兒童合唱團）

首播版片頭分為「改片名前前期」（第1～26集）「改片名前後期」（第27～39集）「改片名後」（第40～完結篇）三種版本。
後來東京電視台在1986～1987年間於每週一18:00（當初為週一～五）重播本片時，前述的第二與第三個版本均同首播版，但「製作人姓名」（僅列出岸本吉功，三輪弘則遭削除）與「製作者名稱」部分以藍底畫面替換、「改片名前前期」版本則將最後的旁白部分（首播版本是在此處打出製作人與製作者的字幕）刪去，於最後結束前的「飛翔在太陽昇起的地球上的英勇無敵號機群」畫面部分，才加上岸本製作人與製作者的字幕。
- 片尾曲

- （作詞：高橋良輔／作曲・編曲：山本直純／演唱：Royal Knights）
- （改片名後）（作詞：鈴木良武／作曲・編曲：山本直純／演唱：Royal Knights）

首播版片尾分為「改片名前前期」（第1～第14集）「改片名前中期」（第15～26集）「改片名前後期」（第27～39集）「改片名後」（第40～完結篇）四種版本。
- 台灣

- 『英勇無敵號』（作詞、作曲：張豐吉／演唱：松江兒童合唱團）

## 劇集列表
|    | 原文標題                   | 台視標題   |
| -- | -------------------------- | ---------- |
| 1  | ゼロテスター誕生           | 健兒的誕生 |
| 2  | ハリケーンコマを叩け       | 龍捲風暴   |
| 3  | 宇宙の落とし穴             | 怪眼大洞   |
| 4  | SOS! 第一惑星基地          | 寧為自由   |
| 5  | 恐怖の人間改造機           | 處變不驚   |
| 6  | テスター3出動せよ!         | 海底火山   |
| 7  | 地下発電所を爆破せよ       | 化險為夷   |
| 8  | 南極のっとり作戦           | 南極大作戰 |
| 9  | フブキ! 生命維持度ゼロ     | 尼羅河風雲 |
| 10 | 地球は燃える               | 噴火怪鳥   |
| 11 | レーザーカーを守れ!        | 雷射太空車 |
| 12 | 宇宙要塞をたたけ!          | 隕石來襲   |
| 13 | アーマノイドのおくりもの   | 假借名義   |
| 14 | メビウスの逆襲             | 惡有惡報   |
| 15 | 危機一髪! ねらわれた三人   | 千鈞一髮   |
| 16 | 太陽をすくえ               | 太陽黑子   |
| 17 | ねらわれた海底都市         | 海底城     |
| 18 | 宇宙クラゲポリーブ         | 有驚無險   |
| 19 | 妖星シルバーブロンコ       | 銀熾彗星   |
| 20 | 狂った人工太陽             | 太陽發電廠 |
| 21 | 乗っとられたタンカー宇宙船 | 惡魔毒氣   |
| 22 | 秒速一万キロの恐怖         | 一線生機   |
| 23 | 遊星マシンを撃ち落とせ     | 惡魔光帶   |
| 24 | 宇宙幽霊がでた!!           | 幽靈作祟   |
| 25 | くもの巣バリアを突破せよ   | 惡魔纏絲   |
| 26 | モンスター頭脳マッド       |            |
| 27 | 秘密テスターZ1             | 超級戰鬥機 |
| 28 | 人工島がおそわれた!        | 壯士成仁   |
| 29 | タチバナ博士のうらぎり?    | 真假博士   |
| 30 | 激闘! デクニンガーとの対決 |            |
| 31 | 強敵! ロボット大要塞       |            |
| 32 | 改造バルギスの反撃         | 超級鐵魔王 |
| 33 | アーマノイド深海の外       |            |
| 34 | キャプテン決死の反撃       | 智勇破敵   |
| 35 | 出現! メカ植物ダイラー     |            |
| 36 | 冷凍人間で勝負!            | 以牙還牙   |
| 37 | 標的はゼロテスター         | 瓦解陰謀   |
| 38 | ゼロロボット登場           | 無敵金剛   |
| 39 | 強敵バルギスの最後         | 惡魔末日   |
| 40 | ガロス七人衆登場           | 危機四伏   |
| 41 | アニマルガロスの襲来       | 真情解圍   |
| 42 | 来たぞ! 恐竜軍団           | 樂園危機   |
| 43 | 強烈! アシュランガー       |            |
| 44 | ファイヤーガロスの待伏せ!  | 勇者無懼   |
| 45 | エスパーガロスの挑戦       | 超級狼狗   |
| 46 | 妖怪ガマガロス             | 神奇怪牌   |
| 47 | 三段変形ガロス             | 力殲魔龍   |
| 48 | メカ蟻の恐怖               | 蟻群來襲   |
| 49 | 試煉のゼロフライト         | 分身戰術   |
| 50 | 進め! クラッシャー7        | 有驚無險   |
| 51 | 透明ガロスの外             | 玩偶之家   |
| 52 | スリースター発進           | 天真無邪   |
| 53 | 2機要塞化計画              | 戰鬥堡壘   |
| 54 | 深海のゼロチャージ         | 再鼓勇氣   |
| 55 | ガロス超特急を撃て!        |            |
| 56 | 幻のゼロテスター           | 自食惡果   |
| 57 | 地底ガロスサソリギュラ     |            |
| 58 | ゼロバギー変身せよ!        | 見義勇為   |
| 59 | 爆弾島を脱出せよ           | 螃蟹島     |
| 60 | 悪魔のスペクターガロス     | 拯救大地   |
| 61 | 少年ロボット・ユウキの秘密 | 奮勇殲敵   |
| 62 | SOS! ロボット大会          | 大戰鐵惡王 |
| 63 | 地獄ガロスの笑い           |            |
| 64 | 恐怖のサイボーグ計画       |            |
| 65 | アーマノイド星接近         | 剷除魔頭   |
| 66 | アーマノイド星の最期       | 惡魔末日   |

## 外部連結
- 台灣電視資料庫[永久]
- 台版玩具之英勇無敵號 - 台版玩具‧TOYS【老調衙】懷舊時光屋 （页面存档备份，存于）